# Puchar Świata w skokach narciarskich w Râșnovie
Puchar Świata w skokach narciarskich w Râșnovie – zawody w skokach narciarskich, rozgrywane w ramach Pucharu Świata kobiet (od sezonu 2013/14) i Pucharu Świata mężczyzn (od sezonu 2019/20). Zawody po raz pierwszy odbyły się tam podczas sezonu 2013/2014. Rozegrano wtedy dwa konkursy i oba wygrała Sara Takanashi. Konkursy odbywają się na Trambulina Valea Cărbunării.

## Podium poszczególnych konkursów PŚ w Râșnovie

### Kobiety
| Lp  | Data             | Sezon     | HS     | Uwagi         | 1. miejsce                                                                              | 2. miejsce                                                         | 3. miejsce                                                                                |
| --- | ---------------- | --------- | ------ | ------------- | --------------------------------------------------------------------------------------- | ------------------------------------------------------------------ | ----------------------------------------------------------------------------------------- |
| 1.  | 1 marca 2014     | 2013/2014 | HS-100 | –             | Sara Takanashi                                                                          | Maren Lundby                                                       | Yūki Itō                                                                                  |
| 2.  | 2 marca 2014     | 2013/2014 | HS-100 | –             | Sara Takanashi                                                                          | Jessica Jerome                                                     | Evelyn Insam                                                                              |
| 3.  | 7 lutego 2015    | 2014/2015 | HS-100 | –             | Daniela Iraschko-Stolz                                                                  | Sara Takanashi                                                     | Maren Lundby                                                                              |
| 4.  | 8 lutego 2015    | 2014/2015 | HS-100 | [ 2 ]         | Sara Takanashi                                                                          | Nita Englund                                                       | Daniela Iraschko-Stolz                                                                    |
| –   | 5 marca 2016     | 2015/2016 | HS-100 | [ 3 ]         | odwołane                                                                                | odwołane                                                           | odwołane                                                                                  |
| –   | 6 marca 2016     | 2015/2016 | HS-100 | [ 3 ]         | odwołane                                                                                | odwołane                                                           | odwołane                                                                                  |
| 5.  | 28 stycznia 2017 | 2016/2017 | HS-100 | –             | Maren Lundby                                                                            | Sara Takanashi                                                     | Yūki Itō                                                                                  |
| 6.  | 29 stycznia 2017 | 2016/2017 | HS-100 | –             | Sara Takanashi                                                                          | Maren Lundby                                                       | Daniela Iraschko-Stolz                                                                    |
| 7.  | 3 marca 2018     | 2017/2018 | HS-97  | [ 4 ] [ 2 ]   | Katharina Althaus                                                                       | Maren Lundby                                                       | Carina Vogt                                                                               |
| 8.  | 4 marca 2018     | 2017/2018 | HS-97  | [ 4 ]         | Maren Lundby                                                                            | Katharina Althaus                                                  | Nika Križnar                                                                              |
| 9.  | 26 stycznia 2019 | 2018/2019 | HS-97  | –             | Maren Lundby                                                                            | Katharina Althaus                                                  | Sara Takanashi                                                                            |
| 10. | 27 stycznia 2019 | 2018/2019 | HS-97  | –             | Maren Lundby                                                                            | Carina Vogt                                                        | Juliane Seyfarth                                                                          |
| 11. | 25 stycznia 2020 | 2019/2020 | HS-97  | –             | Chiara Hölzl                                                                            | Katharina Althaus                                                  | Eva Pinkelnig                                                                             |
| 12. | 26 stycznia 2020 | 2019/2020 | HS-97  | –             | Maren Lundby                                                                            | Eva Pinkelnig                                                      | Chiara Hölzl                                                                              |
| 13. | 18 lutego 2021   | 2020/2021 | HS-97  | –             | Nika Križnar                                                                            | Sara Takanashi                                                     | Silje Opseth                                                                              |
| 14. | 19 lutego 2021   | 2020/2021 | HS-97  | –             | Sara Takanashi                                                                          | Silje Opseth                                                       | Nika Križnar                                                                              |
| 15. | 20 lutego 2021   | 2020/2021 | HS-97  | druż., miesz. | Norwegia 1. Maren Lundby 2. Daniel-André Tande 3. Silje Opseth 4. Halvor Egner Granerud | Słowenia 1. Nika Križnar 2. Cene Prevc 3. Ema Klinec 4. Žiga Jelar | Austria 1. Eva Pinkelnig 2. Daniel Tschofenig 3. Daniela Iraschko-Stolz 4. Manuel Fettner |
| 16. | 17 lutego 2023   | 2022/2023 | HS-97  | –             | Katharina Althaus                                                                       | Eva Pinkelnig                                                      | Eirin Maria Kvandal                                                                       |
| 17. | 18 lutego 2023   | 2022/2023 | HS-97  | [ a ]         | Anna Odine Strøm                                                                        | Eva Pinkelnig                                                      | Julia Mühlbacher                                                                          |

### Mężczyźni
| Lp | Data           | Skocznia                    | HS   | Uwagi         | 1. miejsce                                                                              | 2. miejsce                                                         | 3. miejsce                                                                                |
| -- | -------------- | --------------------------- | ---- | ------------- | --------------------------------------------------------------------------------------- | ------------------------------------------------------------------ | ----------------------------------------------------------------------------------------- |
| 1. | 21 lutego 2020 | Trambulina Valea Cărbunării | HS97 | –             | Karl Geiger                                                                             | Stephan Leyhe                                                      | Stefan Kraft                                                                              |
| 2. | 22 lutego 2020 | Trambulina Valea Cărbunării | HS97 | –             | Stefan Kraft                                                                            | Karl Geiger                                                        | Constantin Schmid                                                                         |
| 3. | 19 lutego 2021 | Trambulina Valea Cărbunării | HS97 | –             | Ryōyū Kobayashi                                                                         | Kamil Stoch                                                        | Karl Geiger                                                                               |
| 4. | 20 lutego 2021 | Trambulina Valea Cărbunării | HS97 | druż., miesz. | Norwegia 1. Maren Lundby 2. Daniel-André Tande 3. Silje Opseth 4. Halvor Egner Granerud | Słowenia 1. Nika Križnar 2. Cene Prevc 3. Ema Klinec 4. Žiga Jelar | Austria 1. Eva Pinkelnig 2. Daniel Tschofenig 3. Daniela Iraschko-Stolz 4. Manuel Fettner |
| 5. | 18 lutego 2023 | Trambulina Valea Cărbunării | HS97 | nocny         | Andreas Wellinger                                                                       | Žiga Jelar                                                         | Karl Geiger                                                                               |
| 6. | 19 lutego 2023 | Trambulina Valea Cărbunării | HS97 | duety, nocny  | Niemcy 1. Karl Geiger 2. Andreas Wellinger                                              | Słowenia 1. Maksim Bartolj 2. Žiga Jelar                           | Austria 1. Philipp Aschenwald 2. Clemens Aigner                                           |

## Statystyki

### Kobiety

#### Najwięcej razy na podium
| Msc. | Zawodnik               | Zwycięstwa | 2. miejsca | 3. miejsca | Łącznie |
| ---- | ---------------------- | ---------- | ---------- | ---------- | ------- |
| 1.   | Maren Lundby           | 4          | 3          | 1          | 8       |
| 2.   | Sara Takanashi         | 4          | 2          | 1          | 7       |
| 3.   | Katharina Althaus      | 1          | 2          | 0          | 3       |
| 4.   | Daniela Iraschko-Stolz | 1          | 0          | 2          | 3       |
| 5.   | Carina Vogt            | 0          | 1          | 1          | 2       |
| 6.   | Nita Englund           | 0          | 1          | 0          | 1       |
| 6.   | Jessica Jerome         | 0          | 1          | 0          | 1       |
| 8.   | Yūki Itō               | 0          | 0          | 2          | 2       |
| 9.   | Nika Križnar           | 0          | 0          | 1          | 1       |
| 9.   | Evelyn Insam           | 0          | 0          | 1          | 1       |
| 9.   | Juliane Seyfarth       | 0          | 0          | 1          | 1       |

#### Najwięcej razy na podium według państw
| Msc. | Państwo           | Zwycięstwa | 2. miejsca | 3. miejsca | Łącznie |
| ---- | ----------------- | ---------- | ---------- | ---------- | ------- |
| 1.   | Norwegia          | 4          | 3          | 1          | 8       |
| 2.   | Japonia           | 4          | 2          | 2          | 8       |
| 3.   | Niemcy            | 1          | 3          | 2          | 6       |
| 4.   | Austria           | 1          | 0          | 2          | 3       |
| 5.   | Stany Zjednoczone | 0          | 2          | 0          | 2       |
| 6.   | Słowenia          | 0          | 0          | 1          | 1       |
| 6.   | Włochy            | 0          | 0          | 1          | 1       |